# Dendropsophus leucophyllatus
Dendropsophus leucophyllatus är en groddjursart som först beskrevs av Gottfried Christoph Beireis 1783.  Dendropsophus leucophyllatus ingår i släktet Dendropsophus och familjen lövgrodor. IUCN kategoriserar arten globalt som livskraftig. Inga underarter finns listade i Catalogue of Life.